# En på miljonen (EP)
En på miljonen är svenske rapparen CK:s första EP, släppt den 27 juni 2007. Låten "En på miljonen" hade släppts som en nedladdningsbar MP3-fil den 28 februari 2007. EP:ns mixning, mastring och design gjordes av Hardtwist Remixes, Sixten (This Machine Kills) och Sophie Rimheden; Hardtwist Remixes var även producent för "Klyschan stämmer". En på miljonen är otillgänglig på musikströmningstjänster och klassas som förlorad media.

## Låtlista
| Nr           | Titel            | Längd |
| ------------ | ---------------- | ----- |
| 1.           | En på miljonen   | 2:49  |
| 2.           | Klyschan stämmer | 4:41  |
| 3.           | Sova med spöken  | 3:35  |
| 4.           | Så du vet        | 3:29  |
| Total längd: | Total längd:     | 14:34 |